# Europastraße 691
Die Europastraße 691 (kurz E 691) ist eine europäische Fernstraße im Kleinen Kaukasus und den angrenzenden Berggebieten. Geographisch betrachtet verläuft sie auf ihrer gesamten Länge in Asien.
Die Straße führt von Aschtarak, in Armenien unweit der Hauptstadt Jerewan an der E 117 gelegen, über Gjumri nach Achalziche in Georgien, von dort in die Türkei über Kars nach Horasan, wo Anschluss an die E 80 besteht.
Die Straße führte zunächst nur von Aschtarak bis Wale in Georgien, wurde aber 2004 bis Horasan verlängert, um den Anschluss an das Europastraßennetz in der Türkei zu schaffen. Somit stellt sie die kürzeste Straßenverbindung zwischen Armenien und der Türkei mit Umweg über Georgien dar, weil die direkte Grenze und zwischen den benachbarten Staaten aus politischen Gründen geschlossen und damit die bedeutend kürzere Direktverbindung nicht befahrbar ist.
| km  | Verlauf                                   | Nationale Nummer | Anschlüsse (Europa- und nationale Straßen) |
|     | ARMENIEN                                  |                  |                                            |
| 0   | Aschtarak, Provinz Aragazotn              | M 1              | E 117, M 3                                 |
|     | Talin                                     |                  | M 9                                        |
|     | Maralik, Provinz Schirak                  |                  |                                            |
|     | Gjumri                                    |                  | M 7                                        |
|     | GEORGIEN                                  |                  |                                            |
|     | Ninozminda, Region Samzche-Dschawachetien | S 11             |                                            |
|     | Achalkalaki                               |                  |                                            |
|     | Aspindsa                                  |                  |                                            |
|     | Achalziche                                | S 8              |                                            |
|     | Wale                                      |                  |                                            |
|     | TÜRKEI                                    |                  |                                            |
|     | Posof, Provinz Ardahan                    | D 955            |                                            |
|     | Damal                                     |                  |                                            |
|     | Hanak                                     |                  |                                            |
|     | Ölçek                                     | D 965            | D 010                                      |
|     | Susuz, Provinz Kars                       |                  |                                            |
|     | Çamçavuş                                  |                  | D 060                                      |
|     | Kars                                      | D 957            | D 070                                      |
|     | Selim                                     |                  |                                            |
|     | Sarıkamış                                 |                  |                                            |
|     | Karakurt                                  | D 080            |                                            |
| 560 | Horasan, Provinz Erzurum                  |                  | E 80, D 100                                |